# Карабах
Караба́х (вірм. Ղարաբաղ Gharabagh або Արցախ, Арцах, азерб. Qarabağ, слово «Карабах» за найпопулярнішою гіпотезою походить з тюрксько-перського словосполучення, що означає «чорний сад») — географічна область на Південному Кавказі, яка складається з трьох частин:
- Нагірний Карабах — займає східні та південно-східні гірські й передгірські райони Малого Кавказу. До 2023 року більшу його частину контролювала невизнана Нагірно-Карабаська Республіка. У 2023 році Азербайджан встановив повний контроль над територією;
- Рівнинний Карабах — рівнина між річищами річок Кура й Аракс;
- Частина історичного вірменського марзу Сюнік

## Культурні пам'ятки

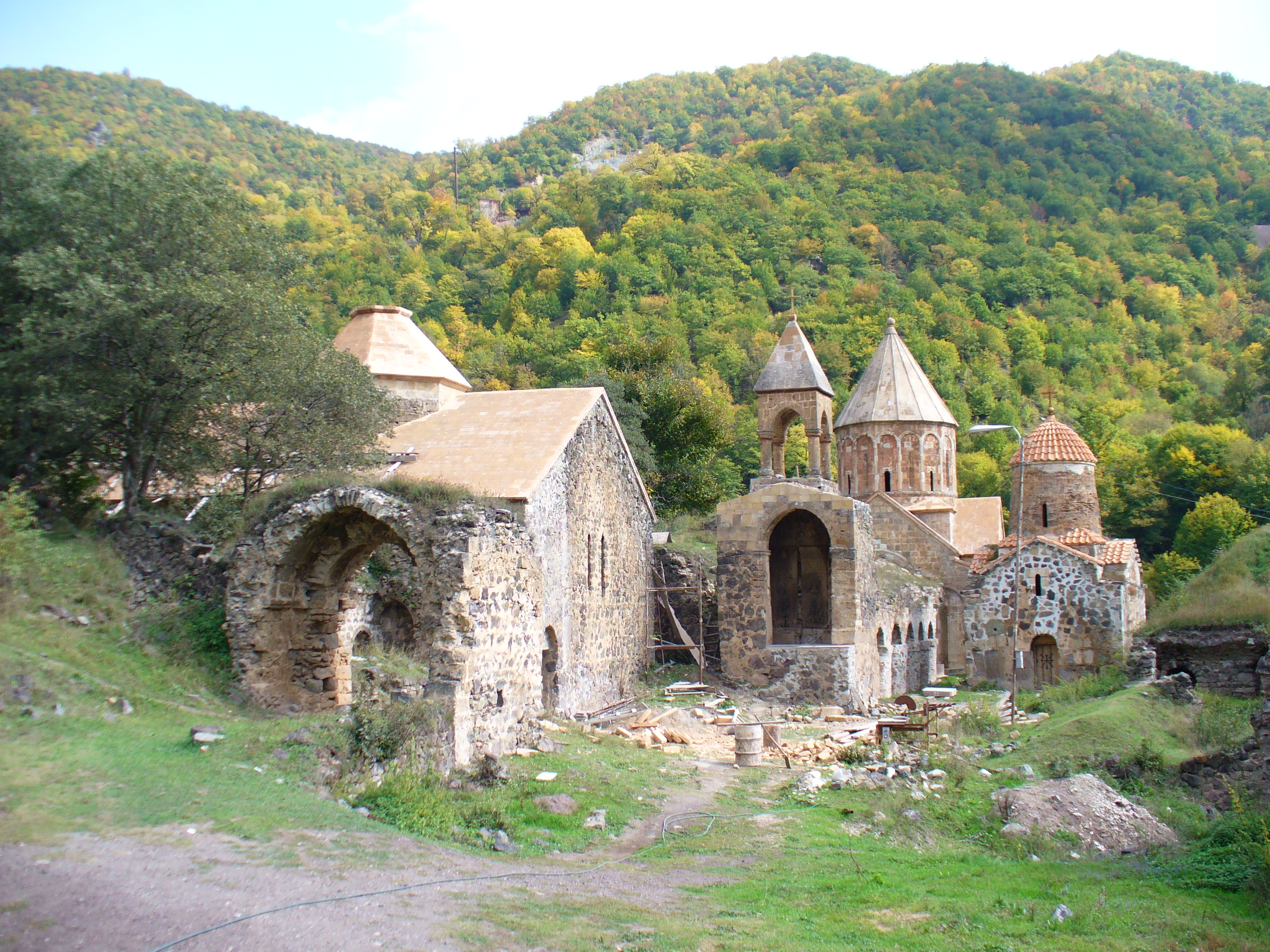
Монастир Дадіванк, IX—XIII століття
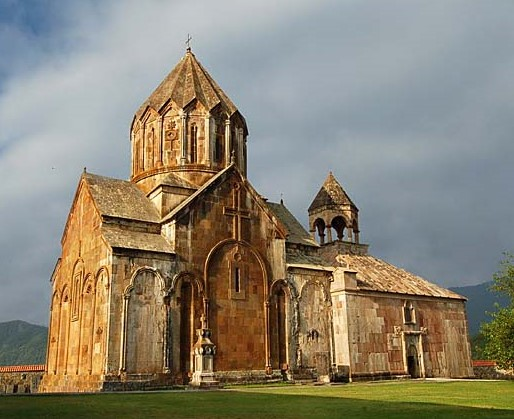
Монастир Гандзасар, 1216—1238 роки
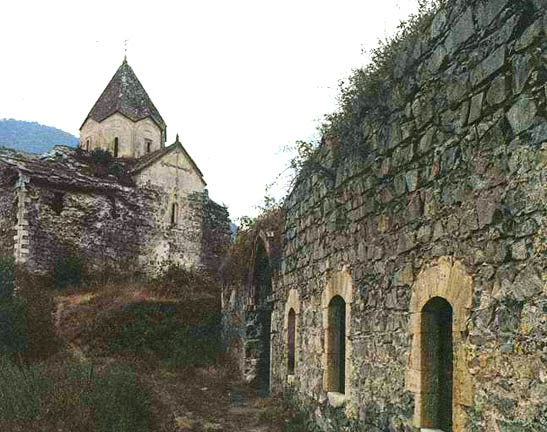
Монастир Єріц Манканц, 1691 рік
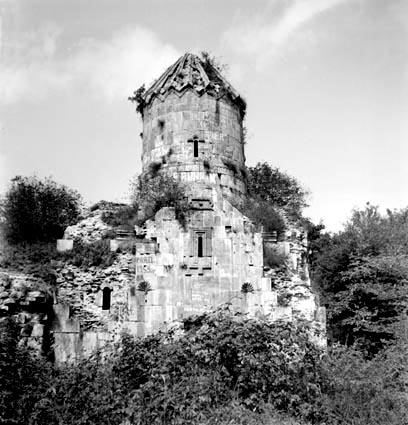
Монастир Гтчаванк, XIII століття
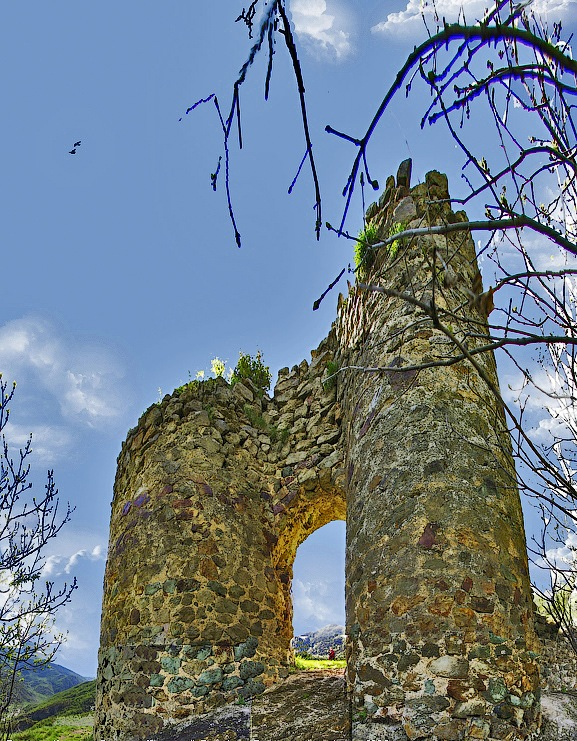
Фортеця Андаберд, IX століття
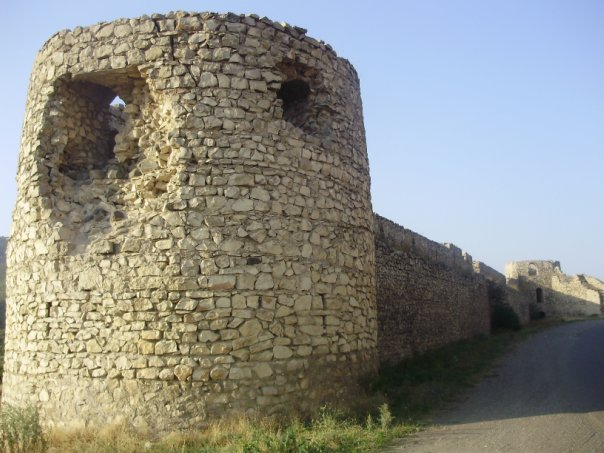
Аскеранська фортеця, XVIII століття
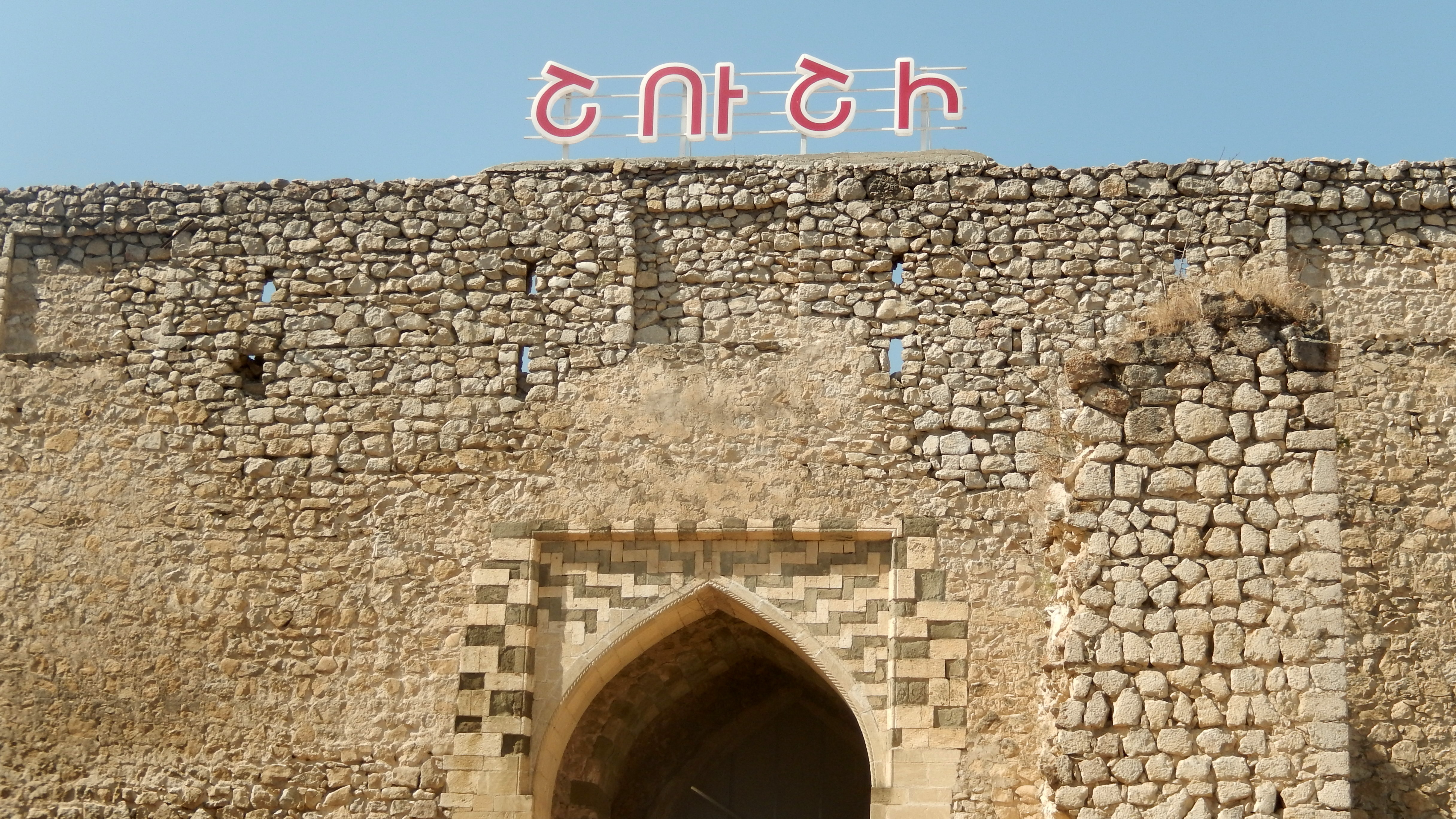
Шушинська фортеця, XVIII століття
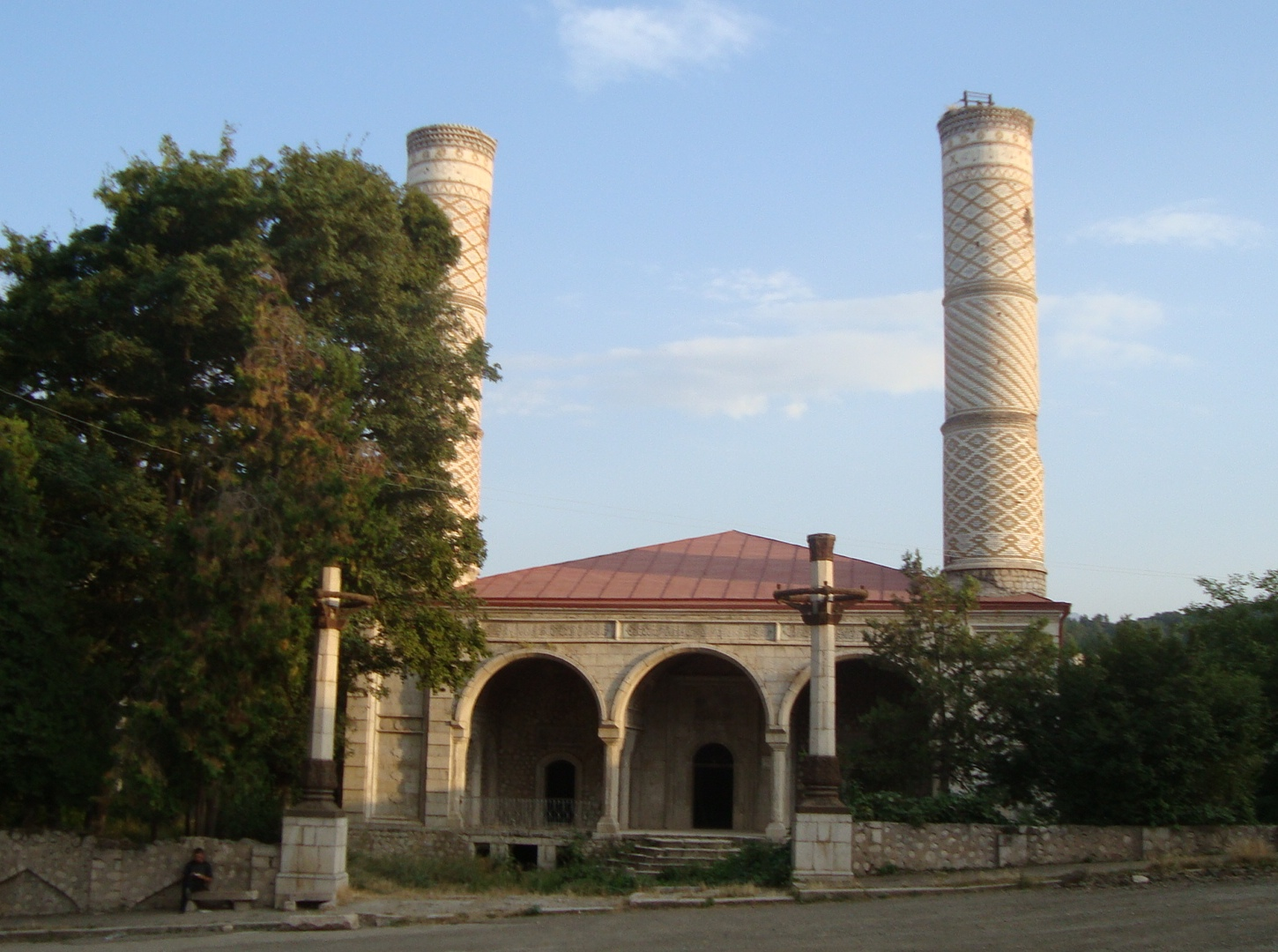
Горішня мечеть Гевхар-аги XVIII століття, в 2010 році
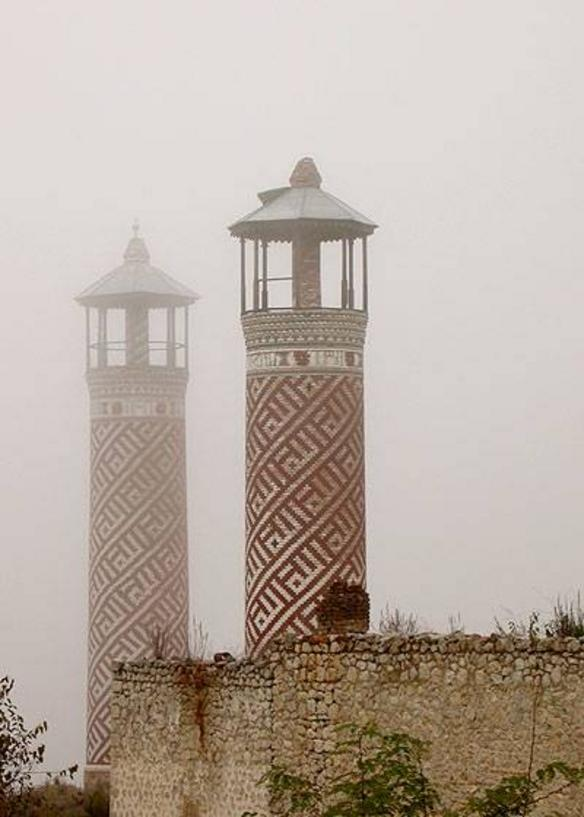
Долішня мечеть Гевхар-аги XIX століття, в 2006 році